# رولستن (کوئینزلند)
رولستن (به انگلیسی: Rolleston) یک شهرک در استرالیا است که در کوئینزلند واقع شده‌است.